# Jaume Nonell Juncosa
Jaume Nonell Juncosa (Sabadell, Vallès Occidental, 9 de febrer de 1951) és un promotor cultural català i un dels principals historiadors de la cobla i de la sardana.

## Biografia
Llicenciat en Ciències Econòmiques, va treballar, des del 1975 al 2013, en una empresa informàtica com a cap de projecte, analista i analista-programador en àrees de gestió d'empresa. El seu pare, Ramon, fou promotor i fundador de Sabadell Sardanista (1947) i en va ser president (1956). Va començar a ballar a la colla Espigues Daurades (1969) i Roselles i Espigues (1969-1970) per passar a la Bell Punteig (1971-1975), sempre amb qui seria la seva esposa, Paquita Fontcuberta. Ha estat entrenador del grup de colles de l'Associació Sardanista Continuïtat, de Torroella de Montgrí, entre les quals la Llavor del Montgrí (1987-1995 i del 2002 fins ara). Fundador de les colles infantils Estrep i Esquitx, de Sabadell Sardanista (1997-1998). Entrenador de les colles veteranes Sabadell i Arraona (2008-2012). Ha estat component de junta de Sabadell Sardanista (1978-79), fundador i primer president de la Comissió d'Aplecs de les Comarques Barcelonines (1980-81) i va ser el president de l'Associació Sardanista Continuïtat, de Torroella de Montgrí (1999-2007).
Ha intervingut en programes de TV3 com a estudiós sardanista.

## Obra
Ha publicat, conjuntament amb Lluís Subirana, els llibres:
- La sardana i les cobles juvenils (1986).[n. 1]
- Compàs: compendi de la pràctica sardanista (1988).[n. 2]
- La sardana, dansa d'avui, conjuntament amb Lluís Subirana, el disc sonor conté 10 sardanes interpretades per la Cobla Principal de la Bisbal sota la direcció de Francesc Cassú (1997).[n. 3]
- La sardana a Sabadell (1998), premi a l'edició d'estudis sardanistes, de l'Obra del Ballet Popular 1999.[n. 4]
- Els Fatxendes, primera cobla de sardanes a Sabadell (2003).[n. 5]
- Els Fatxendes, una gran orquestra de Sabadell (2006).[n. 6]
- Cent anys de sardanes a Sabadell: 1906-2006 (2007).[6]

També és autor de La sardana: dansa catalana i coautor, junt amb Jaume Ayats, Montserrat Cañellas, Gianni Ginesi i Joaquim Rabasseda, del llibre Córrer la sardana: balls, joves i conflictes (2006).
També ha escrit articles a les revistes: Quadern de les Arts i les Lletres (1980-1983), Som (1980-1988), Unió (1992-1995) i la columna de sardanes del diari Avui, des de juny de 1995, junt amb Lluís Subirana, fins al febrer del 2002, Les músiques en la vida de la gent del Baix Ter i del Montgrí (des del 1850) (en col·laboració amb Jaume Ayats, Montserrat Cañellas, Gianni Ginessi, Joaquim Rabaseda), Revista d'Etnologia de Catalunya, núm. 21 (2002) i articles en altres publicacions, comentaris de discs de sardanes, butlletins d'aplecs...
Assessor musical del vídeo Sardansa (Departament de Cultura, 1993) i del disc Us ho devia, de Núria Feliu (1994). Idea i coordinació general de Trencats i Seguits, mostra de l'evolució musical i coreogràfica de la sardana, presentada a Torroella de Montgrí (agost, 1994) i que va obtenir (1995) el Premi a la Difusió Històrica de l'Obra del Ballet Popular, Torroella 1900, Tenora segle i mig, amb la cobla Marinada. Guió i direcció del concert Un tomb per la vida d'en Manel, dedicat a Manel Saderra Puigferrer (Banyoles, 2008). És autor del text d'Inaudit: Vicenç Bou (2010), un espectacle per homenatjar la memòria de Vicenç Bou. Autor del pròleg del llibre Ballem? Les orquestres a la Conca de Barberà 1936-1979 de Nuria Medrano (2010).
Va ser membre de la Comissió Assessora del Centre Cultural de Can Quintana, a Torroella de Montgrí, participant en la redacció i seguiment del projecte museogràfic (1999-2001) i de l'equip que va treballar en un treball de recerca etnomusical a la zona de Torroella de Montgrí fet per a l'IPEC (Inventari Patrimoni Etnogràfic Catalunya) del Departament de Cultura de la Generalitat (2000-2003), on hi ha realitzat conferències com De Pep Ventura a la Dharma. Breu història de la sardana amb imatges i exemples sonors.
Li va ser atorgat el Premi Rotllana 2003 de la Federació Sardanista Comarques de Lleida.
El 2023 va publicar Pep Ventura. Del mite a la realitat (Editorial Gavarres), en el qual va oferir una visió objectiva i realista de Pep Ventura, centrant-se més en la persona que en el mite.